# العلاقات الفلسطينية المالطية
العلاقات الفلسطينية المالطية هي العلاقات الثنائية بين مالطا ودولة فلسطين. تقيم مالطا تقليديًا علاقات وثيقة وودية مع الشعب الفلسطيني منذ حصول مالطا على الاستقلال في 21 سبتمبر 1964. دعمت السياسة الخارجية المالطية باستمرار الجهود الدولية الهادفة إلى إيجاد حل سلمي عن طريق المفاوضات بهدف إقامة دولة فلسطين إلى جانب دولة إسرائيل.
تملك دولة فلسطين سفارة لها لدى مالطا، كما أن لجمهورية مالطا مكتب تمثيلي في رام الله منذ عام 2009، وهو عبارة عن بعثة دبلوماسية يرأسها رئيس مكتب تمثيلي مالطي مقيم في فلسطين.

## التاريخ

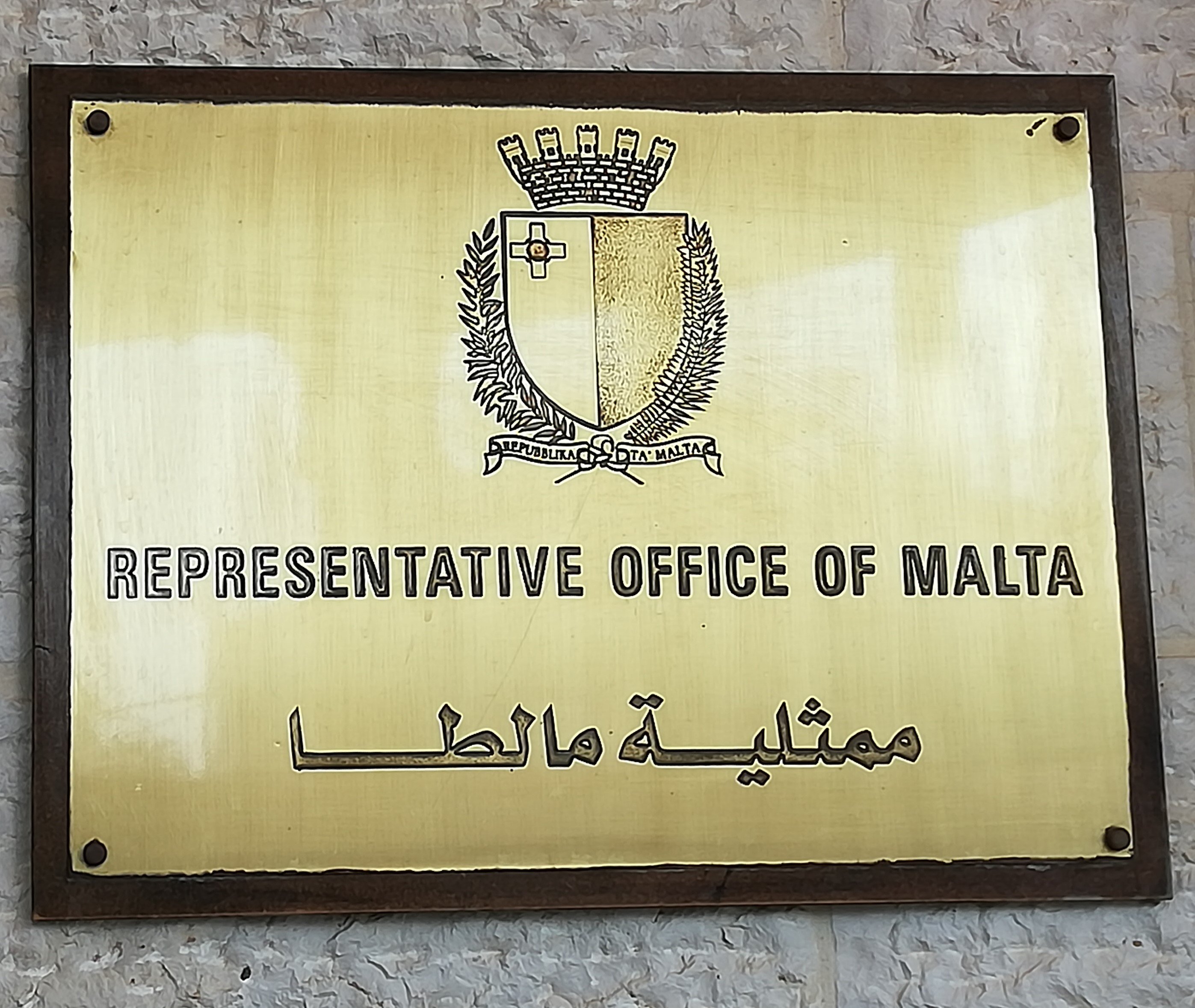
ممثلية مالطا في رام الله

على مر السنين، سعت مالطا وفلسطين لتوسيع علاقاتهما الثنائية من خلال تكثيف التعاون في مختلف القطاعات. تتم زيارات رؤساء الوزراء ووزراء الخارجية والوزراء والشخصيات إلى كلا البلدين على أساس منتظم.
في عيد الميلاد عام 1999، حضر رئيس مالطا جيدو دي ماركو، قداس منتصف الليل في كنيسة المهد بمدينة بيت لحم، والتقى بالرئيس الفلسطيني آنذاك ياسر عرفات.
في يوليو 2008، زار الرئيس الفلسطيني محمود عباس فاليتا في مالطا والتقى رئيس مالطا إدوارد فينيش آدمي.
في ديسمبر 2019، زارت رئيسة مالطا ماري لويز كوليرو بريكا دولة فلسطين والتقت الرئيس محمود عباس، وزارت مدينتي بيت لحم ورام الله.
في عيد الميلاد عام 2019، حضر رئيس وزراء مالطا السابق جوزيف موسكات، قداس منتصف الليل في بيت لحم، وعقد اجتماعات مع الرئيس الفلسطيني محمود عباس، ورئيس وزراء فلسطين محمد اشتية.
في يوليو 2025، أعلن رئيس وزراء مالطا روبرت أبيلا عن نية بلاده الاعتراف بدولة فلسطين خلال اجتماع الجمعية العامة للأمم المتحدة في سبتمبر 2025.

## قائمة ممثلي جمهورية مالطا في رام الله
هذه قائمة بممثلي مالطا في رام الله لدى فلسطين منذ إنشاء هذه البعثة الدبلوماسية وافتتاحها عام 2009
- آلان بوجيجا (أبريل 2009 - أبريل 2012)[13][14]
- مارك بيس (يوليو 2012 - سبتمبر 2015)[15][16][17]
- روبن جوتشي (أكتوبر 2015 - سبتمبر 2020)[18][19][20][21][22]
- فرانكلين أكويلينا (سبتمبر 2020 - لا يزال)[23][24]